# كارباتإير
كارباتإير (بالرومانية: Carpatair) شركة طيران رومانية ومن أكبر شركات الطيران المحلية في شرق أوروبا، مقر الشركة الرئيسي يقع في مدينة تيميشوارا غربي البلاد. تسير رحلات داخلية وأوروبية لأكثر من 35 وجهة سفر. تعتبر شريكة الخطوط الجوية المولدافية فيما يتعلق بمشاكل الصيانة والعمليات اللوجستية. يقع مركز عملياتها الرئيسي في مطار ترايان فويا الدولي، تيميشوارا.

## تاريخ الشركة
أسست الشركة عام 1999 وقد سيرت أول رحلاتها من مدينة كلوج نابوكا في فبراير 1999 تحت اسم فيغ-إير (Veg Air)، مستعملة طائرة وحيدة مستأجرة من الخطوط الجوية المولدافية. غير اسم الشركة للاسم الحالي من قبل المستثمرين السويسريون حيث يمتلكون 49% من أسهم الشركة ونقل المركز الرئيسي من كلوج إلى تيميشوارا عام 2000.
بما انها شركة الطيران الوحيدة المؤسسة في منطقة ترانسيلفانيا التاريخية فإنها لم تلق منافسة من قبل شركات أخرى مما أدى لنجاحها. تعتبر ثاني أ:بر شركات الطيران في البلاد ومنافسة لشركة الطيران الوطنية تاروم. وقعت اتفاقيات من اجل التذكر والنداء المشترك مع عدة شركات مثل ماليف، الخطوط الجوية النمساوية ولوفتهانزا. وتعد أول شركة رومانية تقدم خدمة حجز التذاكر على الإنترنت، وبلغت أرباح الشركة أواخر عام 2008 91 مليون يورو.

## الأسطول

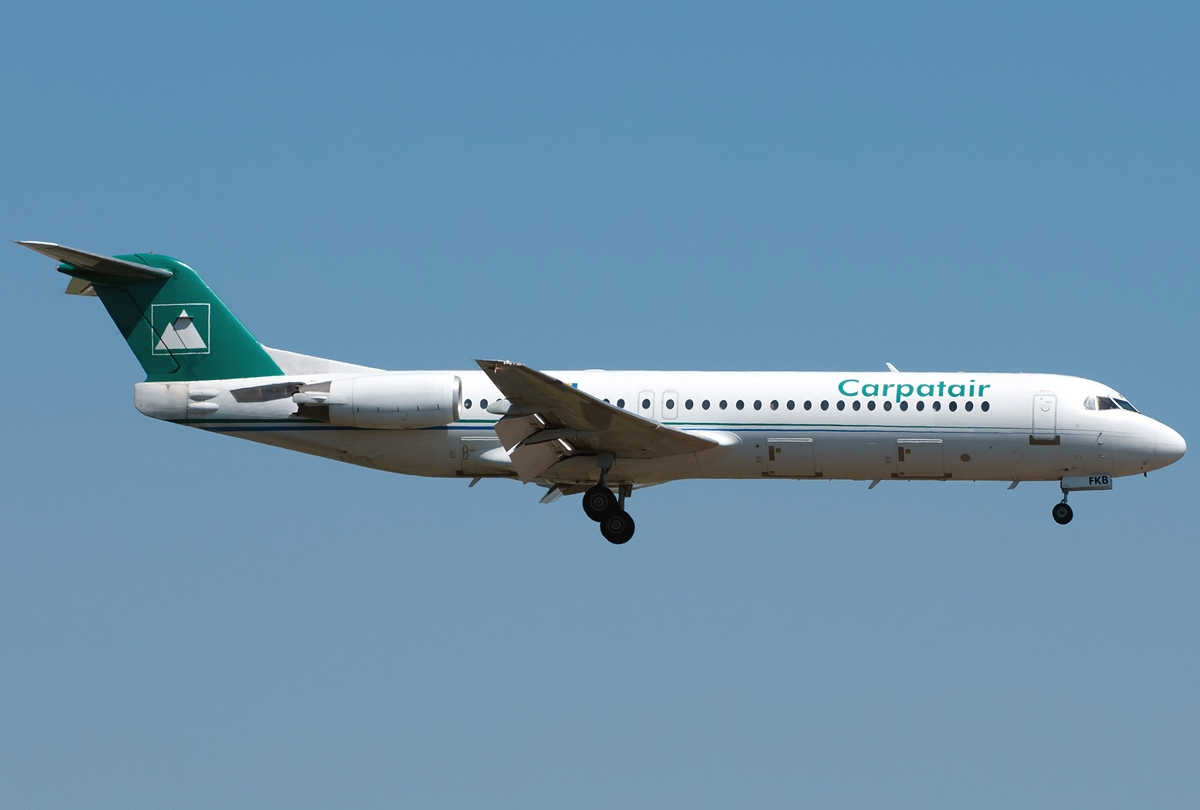
طائرة فوكر 100 تابعة للشركة

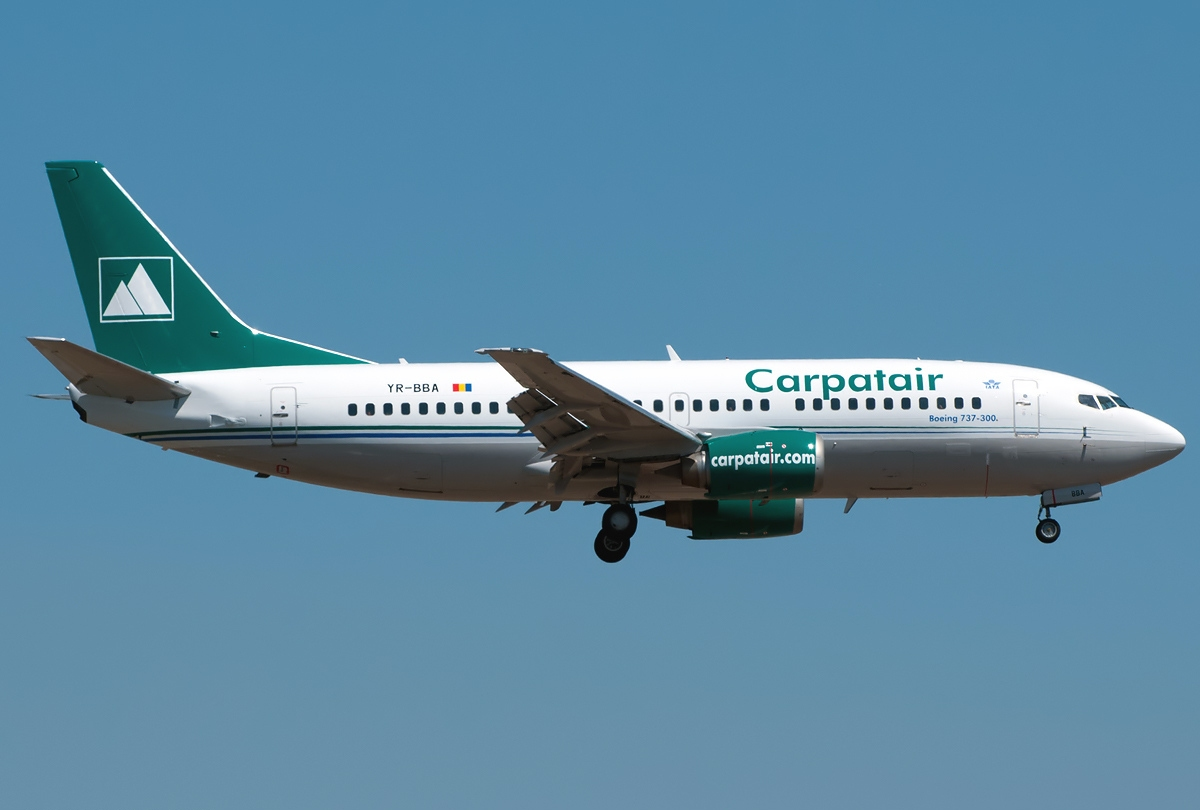
طائرة بوينغ 737 كلاسيك في 2013

### الأسطول الحالي
اعتبارًا من فبراير 2023، يتكون أسطول كارباتير من الطائرات التالية:
| الطائرة        | في الخدمة | مطلوبة | الركاب | ملاحظات |
| -------------- | --------- | ------ | ------ | ------- |
| إيرباص إيه 319 | 1         | —      | 156    |         |
| فوكر 100       | 2         | —      | 105    |         |
| المجموع        | 3         | —      |        |         |

### الأسطول التاريخي
قامت كارباتإير سابقًا بتشغيل الأنواع التالية من الطائرات:[بحاجة لمصدر]
| الطائرة          | المجموع | أدخلت | سحبت |
| ---------------- | ------- | ----- | ---- |
| إيه تي آر 72     | 2       | 2013  | 2013 |
| بوينغ 737 كلاسيك | 2       | 2012  | 2014 |
| فوكر 70          | 3       | 2010  | 2013 |
| فوكر 100         | 1       | 2010  | 2020 |
| ساب 340          | 5       | 1999  | 2007 |
| ساب 2000         | 15      | 1999  | 2013 |
| ياكوفليف ياك-40  | 1       | 1999  | 2003 |

## إتفاقيات النداء المشترك
- ماليف (الخطوط الجوية الهنغارية)
- الخطوط الجوية المولدافية[3]

## وجهات الشركة
تسير الشركة رحلات لى 10 مطارات داخلية و18 أوروبية وفيما يلي وجهات السفر الحالية (نوفمبر 2010):
- ألمانيا: دوسلدورف، ميونخ، شتوتغارت
- اليونان: أثينا
- المجر: بودابست
- إيطاليا: أنكونا، باري، بولونيا، فلورنسا، ميلانو، روما، تورينو، فينيسيا، فيرونا
- مولدوفا: كيشيناو
- رومانيا: باكاو، بوخارست، كلوج نابوكا، كونستانتسا، كرايوفا، ياش، سيبيو، سوتشافا، تيمشوارا، آراد
- تركيا: أنطاليا، بودروم
- أوكرانيا: تشيرنيفتسي، أوديسا، لفيف

## إنظر أيضا
- تاروم